# La Coromina (Cardona)
La Coromina és una entitat de població del municipi de Cardona situada als peus del turó del castell i a tocar del riu Cardener, just en un dels seus meandres naturals. Es troba en direcció nord-est respecte del Castell i ha estat, des de l’edat mitjana, un espai clau per entendre el desenvolupament econòmic i social de la zona.
La trobem documentada ja en període medieval. És separada del cap de municipi, ha crescut a la falda del castell de Cardona i a prop de la muntanya de sal.
La seva festa major, en honor a Sant Ramon Nonat, actualment se celebra el penúltim cap de setmana d’agost i consta de diferents activitats tradicionals.
El 2024 tenia 540 habitants. El nucli antic de la Coromina és un conjunt monumental que forma part de l'Inventari del Patrimoni Arquitectònic Català. Està format per un conjunt d'edificacions del s.XVI-XVII amb una estructura de carrers estrets i paral·lels al riu.

## Història

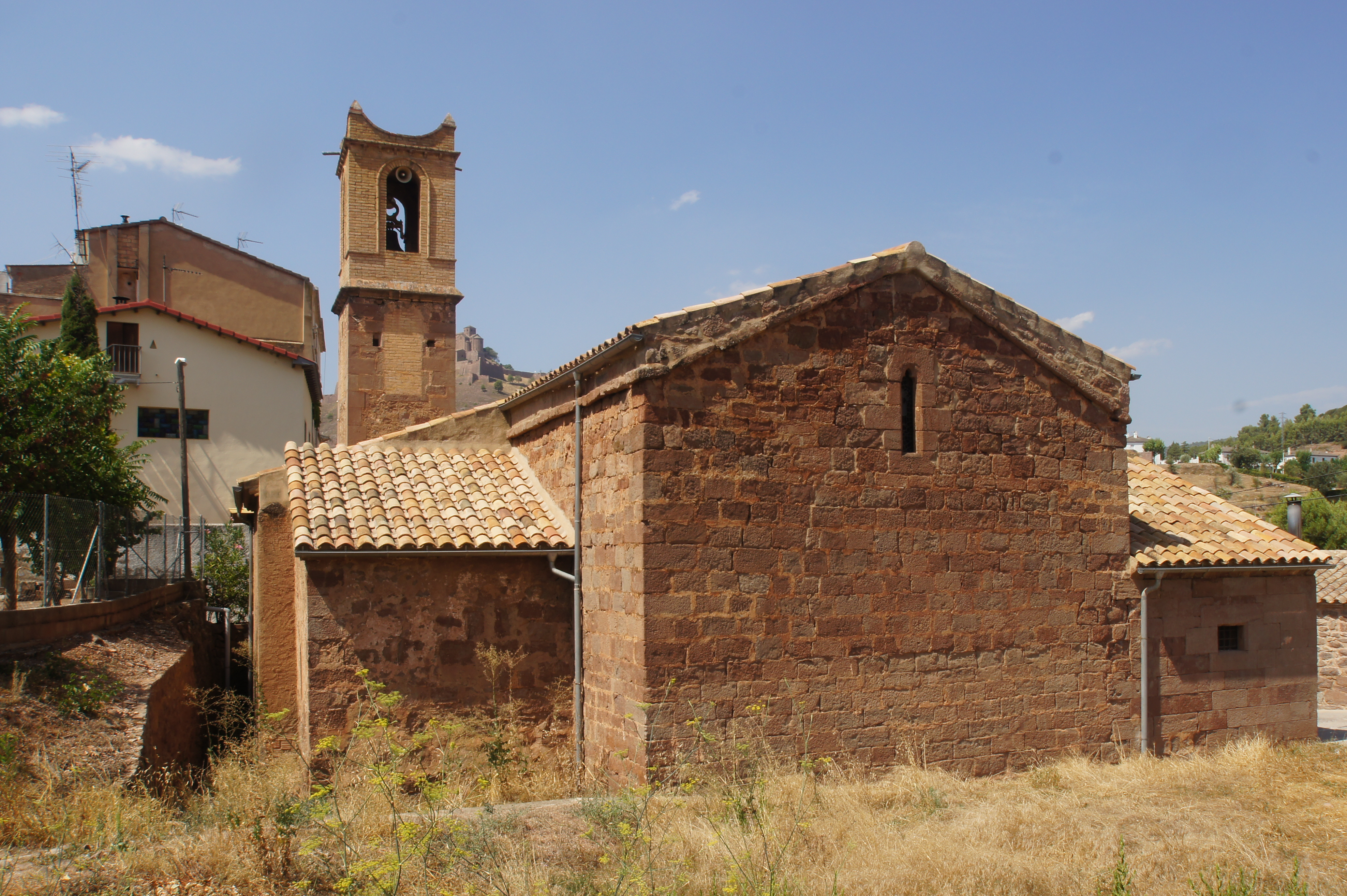
Església de Sant Ramon

### Orígens Medievals
Els orígens de la Coromina es remunten almenys al segle XI. On el topònim de la Coromina apareix per primer cop l'any 1019, en fer-se una cessió a la canònica de Sant Vicenç de diversos bens, entre els quals cal destacar dos molins.
Al 1040 s'incrementa aquest patrimoni amb quatre molins més, de tal manera que durant la primera meitat del segle XI es produeix una concentració d'aquests edificis de transformació en un indret molt concret.
L’any 1087, els vescomtes de Cardona van cedir aquestes terres —conegudes com a coromina o condomina— a l’església de Sant Vicenç, com a part de les dotacions per a l’Almoina conventual. En aquest context, el terme coromina podia referir-se tant a una forma de domini compartit (territori en condomini) o també es feia servir per anomenar les terres de conreu de regadiu. La donació incloïa també la possibilitat de bastir molins al Cardener, fet que va afavorir el naixement d’un petit nucli habitat entorn d’aquest espai, conegut com la Coromina de Sant Vicenç o de l’Almoina.
Cap a mitjan segle XIII ja hi havia documentades vuit cases envoltades de vinyes, oliveres i horts. La proximitat a l'explotació salina i a la cruïlla dels camins de Berga i de Barcelona, feien de la Coromina un indret immillorable per a la venda de queviures als traginers i vianants que anaven i venien. El creixement continuà al llarg del segle XIV, i el 1325 ja hi havia almenys tretze habitatges, dins una dinàmica de creixement afavorida pels privilegis en relació a la venda de vi.

### L'església i el desenvolupament del nucli
La cohesió social del veïnat es reflecteix en la construcció de l’església de Sant Antoni, iniciada a la dècada de 1340 i finalitzada cap al 1370-1380, amb el suport de famílies notables com els Desbosc, Torà, Mitjans o Merola. Aquesta església seria elevada a parròquia l’any 1898 i rebé el nom actual de Sant Ramon, gràcies a la decisió del bisbe de Solsona, Ramon Riu.
Durant els segles moderns, el nombre de famílies oscil·là, i s’hi documenta la presència de cognoms com Calvet, Cots, Sarget, Guix o Fontelles. La Coromina, juntament amb Bergús, representava el Comú del Veïnat (o terme ample) de Cardona, en contraposició al Comú de la Vila. Tanmateix, la seva proximitat amb el centre urbà va fer que sovint fos considerada com un carrer de Cardona, denominació que apareix ja en documents del segle XVII.

### Setge de Cardona del 1711
Durant la Guerra de Successió Espanyola, el llogarret de la Coromina fou escenari d’enfrontaments destacats en el context del setge borbònic al castell de Cardona. A finals de 1711, l’exèrcit borbònic, amb més de 10.000 efectius, assetjava la fortalesa. El castell patia una greu manca d’aigua i queviures, tot i resistir gràcies a sortides puntuals de la guarnició i al suport de les forces austriacistes.
El 4 de desembre, el mariscal Guido Starhemberg va enviar un destacament aliat per intentar trencar el setge. Dies després, el pont de la Coromina i altres punts de l’entorn foren reforçats pels borbònics per frenar aquests intents. Malgrat diversos fracassos previs, el 21 de desembre les tropes aliades —comandades pel baró de Battée, Stanhope, Gehlen i Nebot— van llançar un atac coordinat sobre els camps borbònics de la Coromina, la Querosa i els Escorials, aprofitant la boira i el terreny elevat. El combat fou intens: s’hi van capturar peces d’artilleria i la bandera del regiment francès de la Corona, i hi morí el brigadier francès comte de Melun.
Des del castell, la guarnició dirigida pel comte d’Eck sortí en suport dels aliats, mentre que els borbònics, desbordats, van haver de retirar-se cap a Calaf. L’atac suposà un punt d’inflexió en el setge, amb pèrdues borbòniques estimades en uns 2.000 homes i la recuperació d’un gran nombre de queviures i material de guerra. Va ser una victòria clau que va permetre a l’exèrcit austriacista refer-se en uns moments que l’ofensiva borbònica d’un exèrcit superior en nombre de combatents li feia perdre terreny.

### Les Guerres Carlines
En el context de la Primera Guerra Carlina (1833–1840), arran de la mort de Ferran VII l’any 1833, la vila de Cardona es posicionà a favor dels isabelins o cristins. Aquest alineament donà lloc a diversos enfrontaments a la zona, destacant especialment els combats ocorreguts a les Salines l’any 1836, quan les forces carlines, sota el comandament de Rafael Tristany, van intentar prendre la plaça. El dia 1 de gener de 1839, el nucli de La Coromina fou incendiat per les tropes carlines, en el marc d’aquest conflicte.

### De barri rural a barri industrial

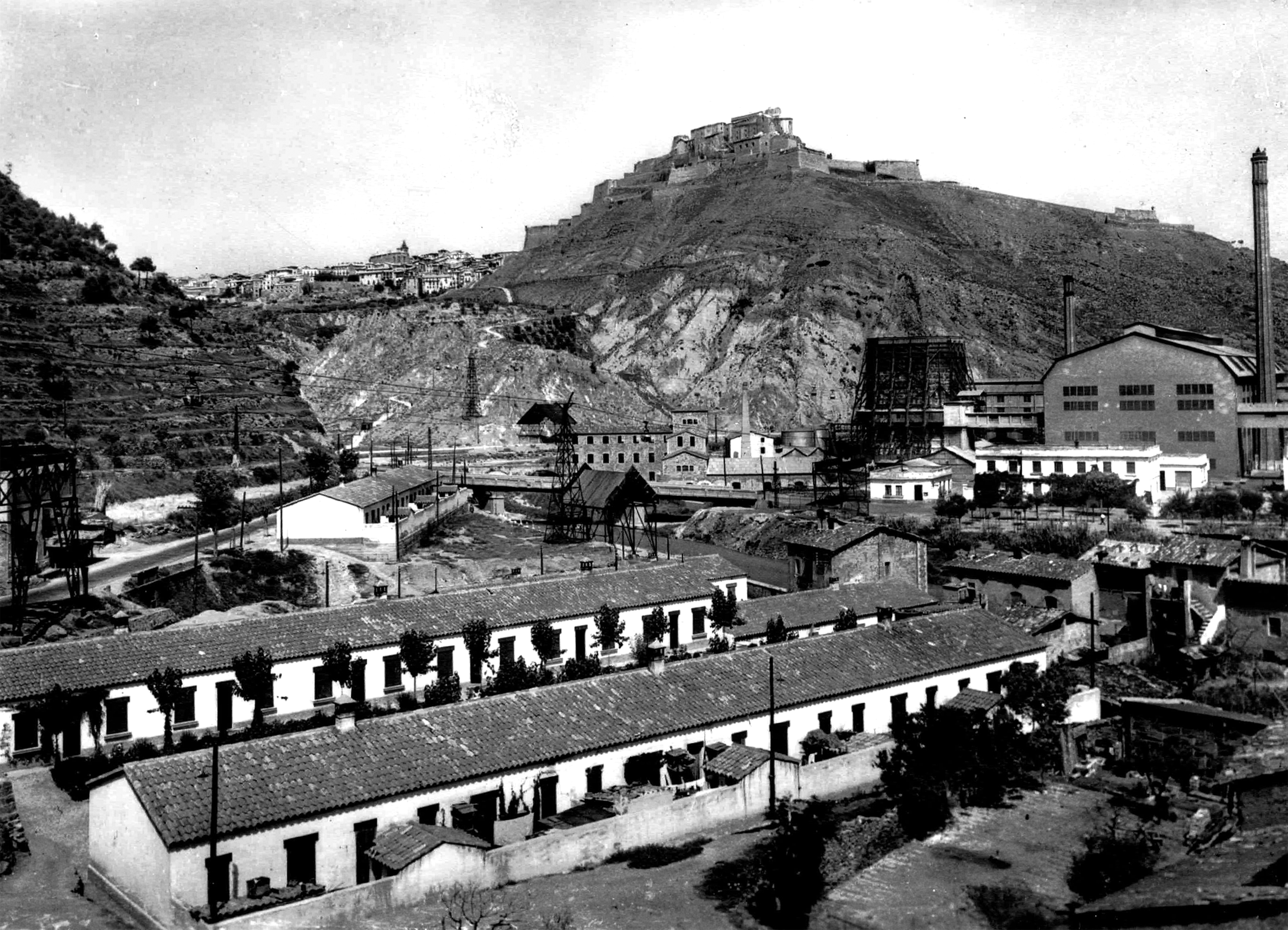
Vista de la Colònia Aramburu als anys 60

Amb el pas dels segles, La Coromina passà d’un predomini agrari a un fort impuls industrial. El segle XX portà canvis significatius, especialment a partir de l’explotació moderna del jaciment salí. L’any 1925, el duc de Medinaceli vengué els drets saliners a la Unión Explosivos Río Tinto, i l'any 1926 s’hi instal·là una gran fàbrica de depuració de sals. Aquest fet marcà el creixement ràpid i desordenat del barri, amb la construcció de nous habitatges per allotjar els treballadors de les mines i de les fàbriques de teixits. La Coromina, com ja era conegut al segle XVII, esdevingué el centre d’un barri cada cop més dens i actiu, tot i que amb problemes creixents de conservació i planificació urbanística.

### El desviament del riu Cardener
Un episodi rellevant de la història recent de la Coromina és el desviament del riu Cardener dut a terme per la Generalitat de Catalunya l’any 1999. La mesura va respondre a la necessitat d’evitar la contaminació salina de les aigües del Cardener i del Llobregat —que abasteixen una part important de l’àrea metropolitana de Barcelona— a causa de les filtracions d’aigua dolça cap a les antigues galeries de sal de la Vall Salina. Aquest fenomen, a més, provocava esfondraments (bòfies) per dissolució del subsòl, especialment a prop del canal industrial de l’Aranyó i del nucli de la Coromina.
La solució adoptada per la Generalitat de Catalunya, consistí en la construcció del túnel de la Plantada, de 227 metres de longitud, per desviar el riu Cardener del seu curs natural just a l’entrada de Cardona. Aquesta infraestructura, inaugurada el 20 d’octubre de l’any 2000, va comportar l’abandonament d’un tram històric del riu, que va quedar completament eixut al seu pas per la Coromina.
Des de llavors, veïns i ajuntament han reclamat una restauració digna de la llera antiga. L’any 2009 es van iniciar actuacions parcials: es va impermeabilitzar un tram de més de 300 metres i es va construir un petit llac artificial, amb l’objectiu de mantenir-hi un cabal mínim d’aigua de 200 litres per segon a través d’una canonada connectada a la sortida del túnel impulsada per desnivell. Aquest sistema pretenia recuperar mínimament el pas de l’aigua i dignificar l’espai, però la solució va fracassar aviat per culpa d'unes averies.
El petit llac actualment es troba sec i l’antiga llera continua sense aigua, amb una imatge de degradació i abandonament. A més, la manca de manteniment i la presència de fangs continua impedint la regeneració del sòl i la vegetació. Actualment després del desviament, el veïnat de La Coromina i l’Ajuntament de Cardona reclama amb insistència un projecte integral de restauració ambiental i paisatgística que permeti recuperar aquest espai com un parc fluvial útil, verd i digne.

### Urbanisme i patrimoni
La Coromina presenta una planta irregular delimitada per la carretera de Manresa a Basella, la colònia Aramburu i els antics masos de Cal Cots i Cal Fontdeví. El barri conserva un nucli antic amb edificacions dels segles XVI i XVII, de dos o tres pisos, amb portals adovellats, carreus a la vista i entramats de fusta. El carrer de l’Església és l’eix principal, amb carrers secundaris com el de la Mel, Jaume Balmes o Teulissos.

### Avui
Tot i la transformació industrial i la pèrdua d’alguns valors patrimonials, La Coromina manté la seva identitat com a raval històric, testimoni viu de l’evolució de Cardona i del seu entorn natural, econòmic i humà.

## Les riuades
La Coromina, situada a la riba del riu Cardener, ha sofert al llarg de la seva història nombroses riuades, algunes de les quals han tingut conseqüències catastròfiques per a la població i les infraestructures locals. Aquest risc s’ha reduït considerablement, especialment a partir de la construcció del pantà de Sant Ponç i, més recentment, gràcies al desviament del Cardener pel túnel de la Plantada.
Diversos episodis d’aiguats han quedat documentats al llarg dels segles XVIII i XX. Entre els més destacats hi ha:
- 14 d’agost de 1720: una forta avinguda del Cardener, després de pluges intenses, va provocar danys importants.[4]
- 14 d’agost de 1722: una nova riuada va destruir cinc arcs del pont de l’Areny, que posteriorment va ser reconstruït amb l’ajut dels propietaris del Molí de l’Areny.[4]
- 1763 i 1853: es van registrar altres aiguats de menor intensitat.[4]
- 13 de setembre de 1859: es va produir una gran riuada que afectà greument la zona.[4]
- 13 d’octubre de 1859: una nova crescuda va inundar diversos camps de la llera del riu.[4]
- 4 d’agost de 1864: el cabal del Cardener va arribar a cegà pràcticament els arcs més alts del pont de Sant Joan de Cardona i del pont del Molí de l’Areny, a la Coromina.[4]
- 12 d'octubre de 1907: L’última riuada de gran importància on el riu Cardener va arribar a pujar fins a 10 metres per sobre del seu nivell habitual. Els danys foren molt greus i van paralitzar l’activitat de la majoria de fàbriques situades a la llera del riu, des de la Coromina fins a Manresa durant vàries setmanes.[7][8]
- 8 de novembre de 1982: episodi de pluges intenses durant tres dies, aquest temporal de tardor, amb màxima intensitat el dia 8, va provocar inundacions tant a Cardona com en altres punts de la conca mitjana i baixa del Llobregat, riu del qual el Cardener és afluent. Les conseqüències foren greus: catorze persones van perdre la vida i es registraren importants danys materials i econòmics[9]

## Cultura i Festes Populars

### Fires i festes de La Coromina

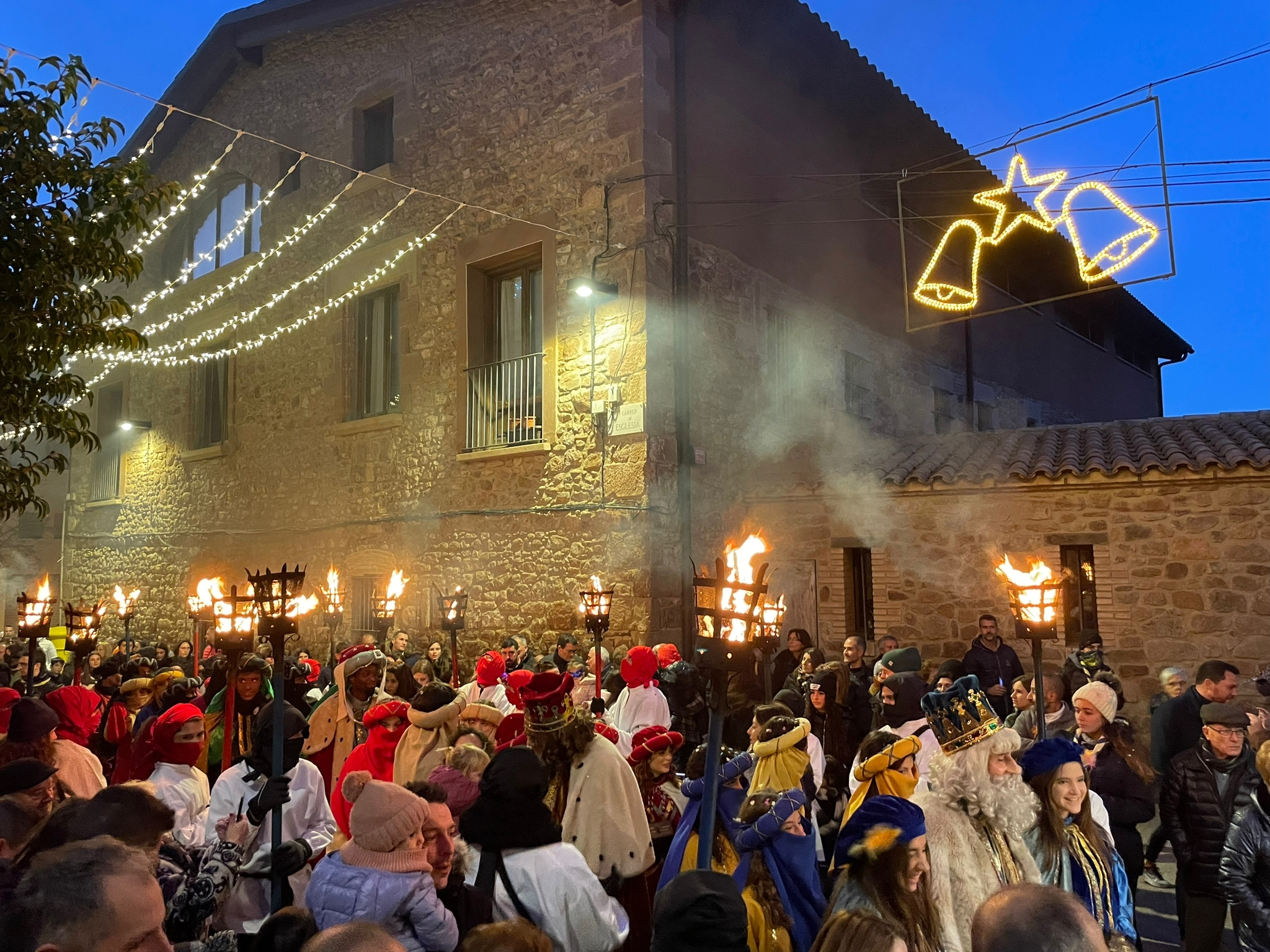
Arribada d'els Reis d'Orient a la Coromina

Actualment a la Coromina s'hi celebren les següents festivitats: 
- Arribada dels Reis de l'Orient, el 5 de gener
- Caramelles de la Coromina, el diumenge de Pasqua
- Festa Major de la Coromina, el penúltim cap de setmana d'agost
- Fira de Nadal de la Coromina, l'últim cap de setmana de novembre

### Els Gegants, el Drac i el Bou de La Coromina
Els Gegants de la Coromina es van inaugurar durant la Festa Major de La Coromina de l’any 1970 com a resultat d’un projecte col·lectiu impulsat pels veïns del barri, amb l’objectiu de dotar la comunitat d’un seguici festiu propi. La iniciativa va comptar amb la col·laboració destacada de l’artesà solsoní Manel Casserras i Boix, que es va encarregar de dissenyar i elaborar els caps i les mans de les figures. La resta de la construcció va ser realitzada per membres de l’Associació de Veïns de la Coromina, que van assumir també l’organització de l’acte inaugural.
Els gegants es van presentar públicament en el marc d’una gran festa, en què van actuar com a padrins l’Associació de Trabucaires de Solsona i la pubilla de Berga d’aquell any, Presentació Méndez.
La iniciativa va ser possible gràcies a la implicació de nombrosos veïns i col·laboradors, entre els quals destaquen noms com Pepitu Pla, Demetri Villar, Paquita Muixí, Francesc Arrabal, Francesc Henestrosa, Josep Camps, Miquel Munt, Ramon Carabia, Ramir Caballer, Josep Mármol, Joan Urrutia, Dolors Ferrer i Àngela Godino, entre d’altres. També va tenir un paper rellevant l’empresa Unión Explosivos Río Tinto, ubicada al municipi, que va donar suport logístic al projecte. A més, el mestre Antonio Ribas va compondre la música original del ball dels gegants.
El projecte festiu impulsat a la Coromina no es va centrar exclusivament en la construcció dels dos gegants, sinó que també va incloure l’adquisició de quatre caps de cartró pedra de El Ingenio: un cap de drac, un de bou, un de dimoni i un de vella. Els dos primers van servir de base per a la creació de dues figures de bestiari pròpies: el Drac i el Bou de la Coromina, mentre que els altres dos es van conservar com a nans. Per fer front a les despeses de construcció es van recaptar 22.000 pessetes. Aquestes figures van esdevenir part del seguici festiu del barri, contribuint a enriquir el seu patrimoni cultural i tradicional, i han participat en celebracions de manera intermitent fins a l’actualitat.

## Persones cèlebres de La Coromina
- Joan Calvet, abat de la real de Perpinyà, canonge de la Catedral de Barcelona i prevere beneficiat de Santa Maria del Mar.
- Josep Maria Guix i Ferreres, sacerdot català i bisbe de Vic.
- Antoni Ribas Domene, músic, organista i jutge de pau de Cardona.

## Llocs d'interès
La Coromina es divideix en diferents carrers i colònies que són:
- Nucli antic de la Coromina
- Els Escorials
- La Colònia Manuela
- La Colònia Aramburu

A nivell patrimonial cal destacar els següents elements i monuments:
- Església parroquial de Sant Ramon
- Pont de l'Areny
- Monument a Albert Thiebaut
- Murals artístics[13]
- Font de la Carosa